# أوقست هيرش
أوقست هيرش (بالألمانية: August Hirsch)‏ هو مؤرخ طبي ‏ وطبيب ألماني، ولد في 4 أكتوبر 1817 في غدانسك في بولندا، وتوفي في 28 يناير 1894 في برلين في ألمانيا.